# 揽军屯站
揽军屯站是一个沈山线上的铁路车站，位于辽宁省沈阳市铁西区，建于1935年，目前为四等站，邮政编码为110001。车站目前为沈阳车务段管理的四等小站，日均办理列车200余列，不办理客货运营业。
原南满铁路与奉山铁路仅在辽宁总站设有往哈尔滨方向的联络线。1938年满铁扩建奉天站时修建奉山南回归线和浑揽联络线，车站作为这两条线路上的车站于1938年12月开站:168,287:98。车站至沈阳站普速场区间为单线，至于洪站区间为单复线（三线）。2015年这两个单线区间进行自动闭塞改造。车站附近设有水源地，铁路部门在该水源地和沈阳站之间建立输水管道，以方便沈阳站停靠列车上水。